# Frankfurt-Harheim
Harheim ist seit dem 1. August 1972 ein nördlicher Stadtteil von Frankfurt am Main. Zuvor war Harheim eine Gemeinde im Landkreis Friedberg (Hessen) im Bundesland Hessen.

## Geographie

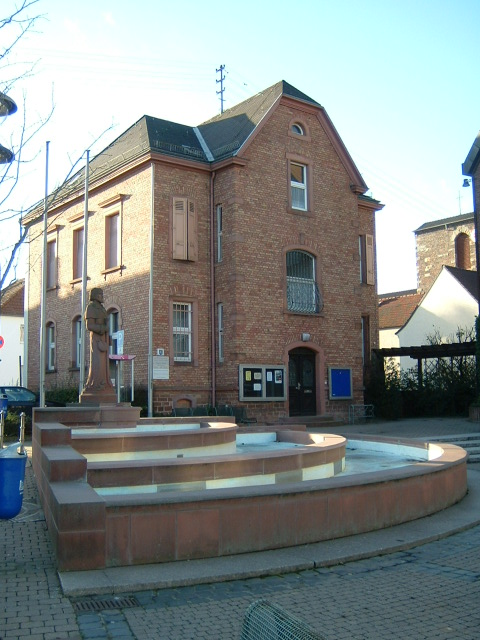
Ortsmitte

Harheim grenzt im Norden an Nieder-Eschbach und Nieder-Erlenbach sowie im Süden an Bonames und Berkersheim (allesamt Frankfurter Stadtteile); im Osten grenzt es an die Stadt Bad Vilbel.
Durch Harheim fließt der Eschbach, ein kleines Gewässer, das in der Nähe der Ortschaft in die Nidda mündet, der man von hier bis zur Mündung in den Main bei Höchst auf befestigten Fahrradwegen folgen kann.

## Geschichte

### Mittelalter
Die älteste Erwähnung von Harheim, als „Horeheim“, findet sich im Güterverzeichnis des Klosters Lorsch (Lorscher Codex) unter dem Jahr 786. Die Äbtissin Aba schenkte am 25. Februar 786 ihr Frauenkloster Rotaha (Neuenhof) dem Kloster Lorsch. Das Kloster Rotaha (Neuenhof) lag in Ober-Roden südlich von Offenbach am Main, hatte Besitzungen in 13 Gemeinden, darunter in Horeheim. Der Wortbestandteil „hore“ im Gemeindenamen deutet auf Feuchtland hin.
Die karolingische Siedlung wurde auch in einer Tauschurkunde von 817 genannt: Kaiser Ludwig der Fromme (814 bis 840 n. Chr.), Sohn Karls des Großen, erhielt vom Kloster Fulda für Bingenheim in der Wetterau einige Besitztümer in und zwischen Harheim  und Steden (nach der neuesten Urkundeninterpretation handelt es sich aller Wahrscheinlichkeit nach um das heutige Kilianstädten). Interessant ist, dass sowohl die – allerdings defekte – Originalurkunde wie auch die erst im 12. Jahrhundert erfolgte vollständige Abschrift erhalten geblieben sind.
Im Hochmittelalter gehörte Harheim zunächst den Herren von Münzenberg und nach deren Aussterben seit 1255 den Falkensteinern. Zu Beginn des 15. Jahrhunderts stand Harheim unter der Herrschaft der Eppsteiner, wurde aber 1435 an Frankfurt verkauft und zahlte damals bereits Steuern an die Stadt (44 Gulden und 22 Schilling im Jahr 1499). 1511 wurde es von den Eppsteinern für 3400 Gulden zurückgekauft.

### Frühe Neuzeit

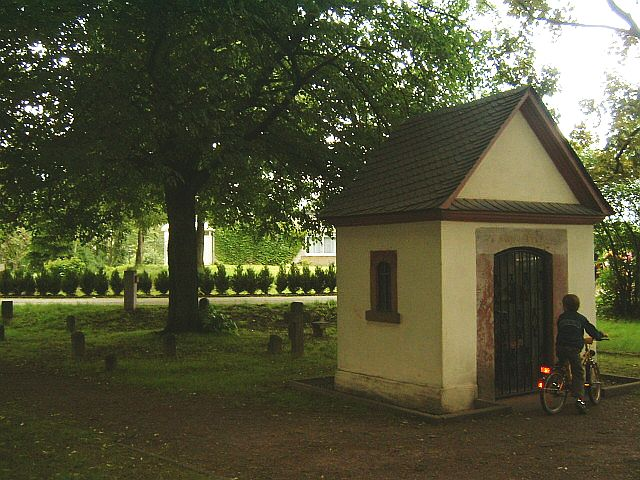
Marienkapelle in der Eschbachaue

Die Grafen zu Stolberg erbten das Gebiet 1535, nachdem Graf Botho zu Stolberg im Jahre 1500 Anna von Eppstein, Gräfin von Königstein, geheiratet hatte. Nach dem Aussterben der Linie Stolberg-Königstein fiel Harheim dann 1581 für über 200 Jahre an Kurmainz, den Staat der Kurfürsten und Erzbischöfe von Mainz. In dieser Zeit traf der Dreißigjährige Krieg auch Harheim, das vollständig zerstört wurde.

### Neuzeit
Bei der Auflösung des Kurstaates Mainz 1803 fiel Harheim an das Fürstentum Nassau-Usingen, das sich 3 Jahre später mit dem Fürstentum Nassau-Weilburg zum Herzogtum Nassau vereinigte. Das Herzogtum Nassau unterlag als Verbündeter Österreichs 1866 im Preußisch-Österreichischen Krieg dem Königreich Preußen. Dieses besetzte Nassau. Harheim allerdings trat es im Friedensvertrag vom 3. September 1866 an das Großherzogtum Hessen(-Darmstadt) ab, das das Dorf seiner Provinz Oberhessen eingliederte. Die Folge war, dass in Harheim ein extrem verschachteltes Partikularrecht galt: nassauisches Recht, Mainzer Landrecht und – gewohnheitsrechtlich – Titel 28 des Solmser Landrechts (eheliches Güterrecht), dieses aber abgeändert durch ein Mainzer „Declaratorisches Rescript“ vom 11. September 1773. Erst das Bürgerliche Gesetzbuch, das einheitlich im ganzen Deutschen Reich galt, setzte zum 1. Januar 1900 das alte Partikularrecht außer Kraft. Von 1866 bis 1879 gehörte Harheim zum Bezirk des Landgerichts Vilbel, ab 1879 zu dem des Amtsgerichts Vilbel.
Harheim gehörte bis 1918 zum Großherzogtum Hessen, seit 1918 zum Volksstaat Hessen, der 1934 von nationalsozialistischen Deutschen Reich gleichgeschaltet wurde. Seit 1945 war Harheim eine Gemeinde im Landkreis Friedberg (Hessen) im Bundesland Hessen.

### Harheim als Stadtteil
Nachdem im Zuge der Gebietsreform in Hessen ein Zusammenschluss mit fünf Nachbargemeinden zur Gemeinde Eschbachtal gescheitert war, erfolgte im Jahre 1972 gegen energischen Widerstand der Einheimischen – der bis zum ausgekippten Misthaufen vor der Rathaustür reichte – die Eingemeindung nach Frankfurt durch Gesetz des Hessischen Landtages vom 1. August 1972 gemeinsam mit den drei anderen Nord-Stadtteilen Kalbach, Nieder-Eschbach und Nieder-Erlenbach. Den Abschluss eines Eingemeindungsvertrages hatten die Gemeinden Harheim und Nieder-Eschbach – anders als die Gemeinden Kalbach und Nieder-Erlenbach – bis zuletzt verweigert. Ihr Widerstand gereichte den Einwohnern des Ortes sogar zu Filmruhm, als er in einem Fernsehsechsteiler („Die Wilsheimer“) auch mit Laienschauspielern aus dem Ort nachgezeichnet wurde. Bis heute wird deshalb den Harheimern auf der offiziellen Internetpräsenz der Stadt Frankfurt eine „gewisse Eigenwilligkeit“ nachgesagt.
Am 29. März 1979 wurde im Bürgersaal das Dritte Russell-Tribunal abgehalten, das Menschenrechtsverletzungen in der Bundesrepublik Deutschland anprangerte.
Trotz einer Reihe von Neubaugebieten hat sich Harheim seinen dörflichen Charakter erhalten. Hier gibt es ein ausgeprägtes Vereinsleben. Die Harheimer Kerb ist über die Grenzen des Stadtteils hinaus bekannt.
Harheim befindet sich derzeit im Umbruch und wächst durch Neubaugebiete im Norden, Süden und durch das neue Baugebiet „Südöstlich Urnbergweg“.

### Einwohnerentwicklung
Über die Einwohnerentwicklung gibt es wenige verlässliche Daten. Man weiß, dass Harheim im Jahre 1660 – also kurz nach dem Dreißigjährigen Krieg – 206 kurmainzische und 7 fremde Leibeigene beherbergte. Belegt sind die Einwohnerzahlen im Jahre 1823 (594 Einwohner) und im Jahre 1900 (1095 Einwohner).
Vor dem Zweiten Weltkrieg (1939) waren es 1200 Bewohner und im Jahre 1964 dann 2180 Einwohner. Bei der Eingemeindung (1972) zählte man 3535 Bewohner und laut dem statistischen Jahrbuch der Stadt Frankfurt 2002 bereits 3928 Einwohner. Nach Neubautätigkeiten am Ostrand um 2006/10 erhöhte sich die Einwohnerzahl auf 4294 (2012). Ein weiteres Neubaugebiet im Westen Harheims (2012–2016) sorgte für weiteren Zuwachs von einigen Hundert Einwohnern. Die Einwohnerzahl beträgt 5.302. Harheim gehört wie Kalbach und Nieder-Erlenbach zu den Frankfurter Stadtteilen mit noch ländlichen Charakter, hoher Eigenheimquote und niedriger Arbeitslosenquote.
| Frankfurt-Harheim: Einwohnerzahlen von 1834 bis 2019 | Frankfurt-Harheim: Einwohnerzahlen von 1834 bis 2019 | Frankfurt-Harheim: Einwohnerzahlen von 1834 bis 2019 | Frankfurt-Harheim: Einwohnerzahlen von 1834 bis 2019 | Frankfurt-Harheim: Einwohnerzahlen von 1834 bis 2019 |
| --- | ---------------------------------------------------- | ---------------------------------------------------- | ---------------------------------------------------- | ---------------------------------------------------- |
| Jahr |                                                      |                                                      |                                                      | Einwohner                                            |
| 1834 | 1834                                                 |                                                      | 709                                                  | 709                                                  |
| 1840 | 1840                                                 |                                                      | 767                                                  | 767                                                  |
| 1846 | 1846                                                 |                                                      | 766                                                  | 766                                                  |
| 1852 | 1852                                                 |                                                      | 760                                                  | 760                                                  |
| 1858 | 1858                                                 |                                                      | 790                                                  | 790                                                  |
| 1864 | 1864                                                 |                                                      | 821                                                  | 821                                                  |
| 1871 | 1871                                                 |                                                      | 823                                                  | 823                                                  |
| 1875 | 1875                                                 |                                                      | 864                                                  | 864                                                  |
| 1885 | 1885                                                 |                                                      | 966                                                  | 966                                                  |
| 1895 | 1895                                                 |                                                      | 966                                                  | 966                                                  |
| 1905 | 1905                                                 |                                                      | 1.139                                                | 1.139                                                |
| 1910 | 1910                                                 |                                                      | 1.174                                                | 1.174                                                |
| 1925 | 1925                                                 |                                                      | 1.231                                                | 1.231                                                |
| 1939 | 1939                                                 |                                                      | 1.295                                                | 1.295                                                |
| 1946 | 1946                                                 |                                                      | 1.505                                                | 1.505                                                |
| 1950 | 1950                                                 |                                                      | 1.668                                                | 1.668                                                |
| 1956 | 1956                                                 |                                                      | 1.836                                                | 1.836                                                |
| 1961 | 1961                                                 |                                                      | 2.180                                                | 2.180                                                |
| 1967 | 1967                                                 |                                                      | 2.560                                                | 2.560                                                |
| 1970 | 1970                                                 |                                                      | 3.043                                                | 3.043                                                |
| 1980 | 1980                                                 |                                                      | ?                                                    | ?                                                    |
| 1990 | 1990                                                 |                                                      | ?                                                    | ?                                                    |
| 2000 | 2000                                                 |                                                      | ?                                                    | ?                                                    |
| 2011 | 2011                                                 |                                                      | 4.269                                                | 4.269                                                |
| 2019 | 2019                                                 |                                                      | 5.234                                                | 5.234                                                |
| Datenquelle: Historisches Gemeindeverzeichnis für Hessen: Die Bevölkerung der Gemeinden 1834 bis 1967. Wiesbaden: Hessisches Statistisches Landesamt, 1968. Weitere Quellen: ; Stadt Frankfurt; Zensus 2011 |                                                      |                                                      |                                                      |                                                      |

## Politik
Der Stadtteil bildet einen eigenen Ortsbezirk und wird durch einen Ortsbeirat vertreten.
|  | Ortsbeiratswahl vom 14. März 2021(Stimmen in %) %403020100 37,933,317,36,14,70,7 CDUGrüneSPDBFFFDPFWGewinne und Verlusteim Vergleich zu 2016 %p 6 4 2 0 −2 −4−3,1+4,9−1,1−3,2+1,8+0,7CDUGrüneSPDBFFFDPFW | Sitzverteilung im Ortsbeirat Harheim 2021Insgesamt 9 Sitze - SPD: 2 - Grüne: 3 - CDU: 3 - BFF: 1 |

### Ortsbeirat
Stimmenanteile der Parteien in Prozent
| Jahr  | Wbt.  | CDU  | Grüne | SPD  | BFF | FDP | REP |
| ----- | ----- | ---- | ----- | ---- | --- | --- | --- |
| 1997  | k. A. | 47,6 | 17,4  | 25,9 |     | 3,5 | 5,5 |
| 2001  | 62,0  | 53,4 | 13,6  | 26,7 | 1,9 | 2,3 | 2,1 |
| 2006  | 55,4  | 45,9 | 16,9  | 24,4 | 9,1 | 3,6 |     |
| 2011  | 56,0  | 38,2 | 27,9  | 25,1 | 6,9 | 1,8 |     |
| 2016  | 57,6  | 41,0 | 28,4  | 18,4 | 9,3 | 2,9 |     |
| 20211 | 58,7  | 37,9 | 33,3  | 17,3 | 6,1 | 4,7 |     |

Sitzverteilung
| Jahr | Gesamt | CDU | Grüne | SPD | BFF | REP |
| ---- | ------ | --- | ----- | --- | --- | --- |
| 1997 | 9      | 4   | 2     | 2   |     | 1   |
| 2001 | 9      | 5   | 1     | 3   |     |     |
| 2006 | 9      | 4   | 2     | 2   | 1   |     |
| 2011 | 9      | 3   | 3     | 2   | 1   |     |
| 2016 | 9      | 4   | 2     | 2   | 1   |     |
| 2021 | 9      | 3   | 3     | 2   | 1   |     |

Fußnote
1 2021: zusätzlich: FW: 0,7 %

### Wappen
Am 5. Juli 1968 wurde der Gemeinde Harheim im damaligen Landkreis Friedberg ein Wappen mit folgender Blasonierung verliehen: In einem schwarzen, mit drei roten Sparren in Silber pfahlweise belegten Schild vorne ein goldenes Schwert, hinten ein goldener Stab. Das Sparrenschild wurde von den Rittern von Eppstein übernommen, die eine längere Zeit die Herren von Harheim waren. Der Stab zeigt, dass Harheim schon im 15. Jahrhundert ein Gericht hatte, das über kleinere Verbrechen richtete. Das Schwert ist ein Zeichen für die Hochgerichtsbarkeit. Es dürfte eigentlich nicht im Wappen sein, da es nur in Kalbach eine Hochgerichtsbarkeit gab.

## Sehenswürdigkeiten und Kulturdenkmäler
- Die kleine Marienkapelle mit einer Statue der Mutter Jesu befindet sich in der Eschbachaue. Sie stammt von 1763. Dahinter befindet sich seit 1986 der Grenzsteingarten, der ausgegrabene Grenzsteine aus dem Harheimer Gebiet aus verschiedenen Jahrhunderten zeigt.
- Die kath. Pfarrkirche St. Jakobus wurde 1932/1933 nach Plänen des Architekten Jan Hubert Pinand errichtet.
- Die ev. Friedenskirche wurde 1964/1965 nach Plänen des Architekten Karl Wimmenauer errichtet. Die Fenster gestaltete die Künstlerin Ursula Graeff-Hirsch, die Hauptstücke (Kanzel, Altar, Taufbecken) der Bildhauer Erwin Heerich.
- Drei etwa 200 bis 250 Jahre alte Wegkreuze an den ehemaligen Ortsausgängen des einstigen Dorfes. Ein Kreuz steht auf dem Harheimer Friedhof, eines an der Straße Zur Untermühle und eines an der Straße Hermannspforte.

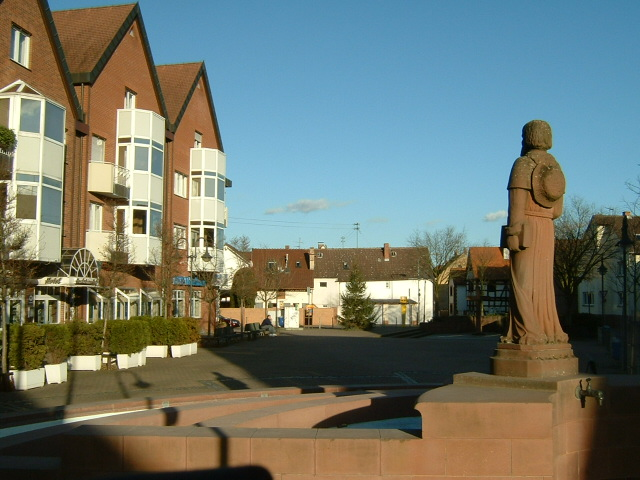
Der zentrale Platz in der Ortsmitte von Harheim
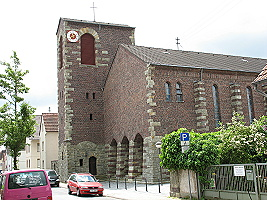
Pfarrkirche St. Jakobus
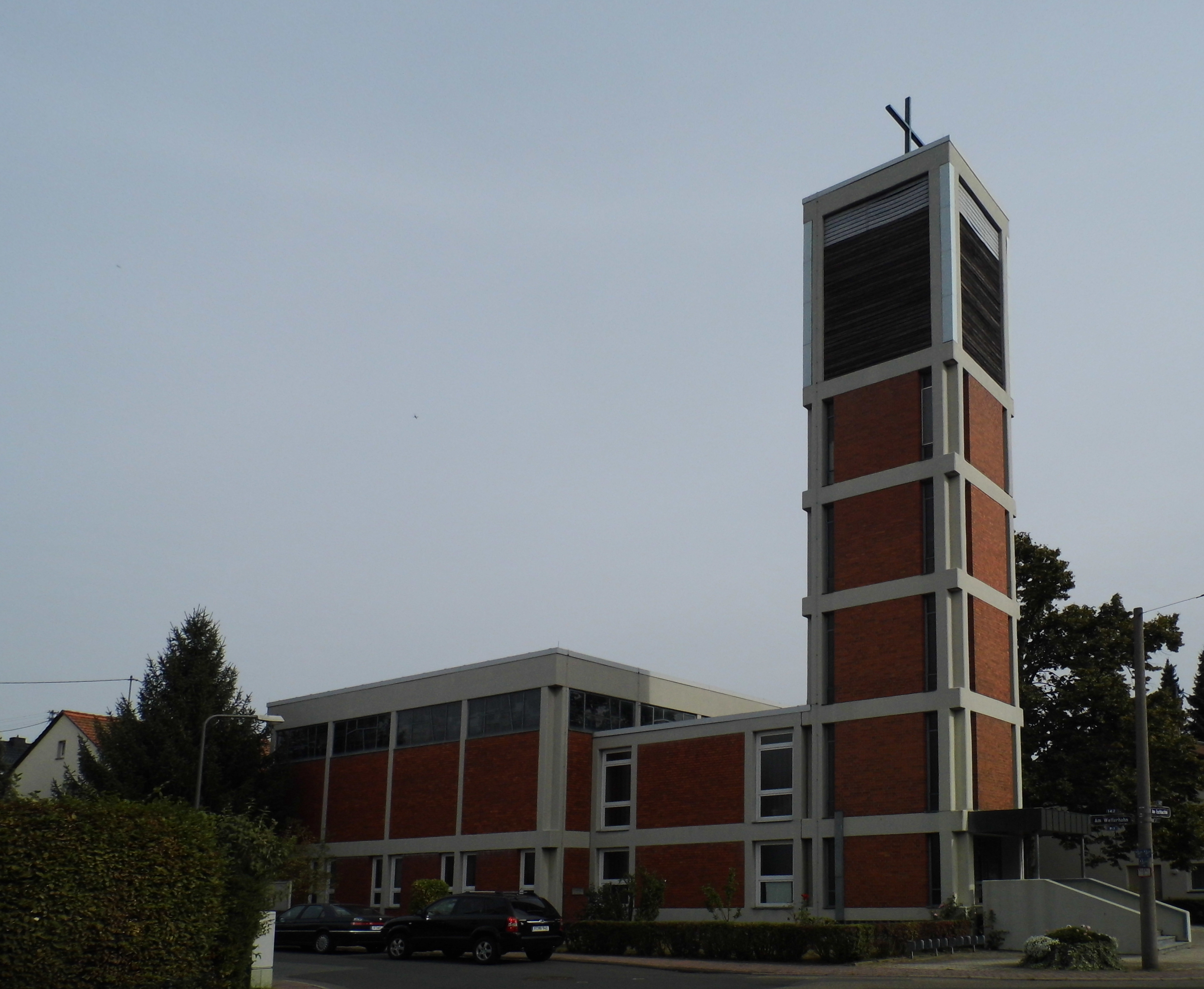
Friedenskirche

## Schule
- Grundschule Harheim

## Persönlichkeiten
- Bernger von Horheim, ein Minnesänger des 12. Jahrhunderts
- Jakob Hermann Bockenheimer (1837–1908), bedeutender Frankfurter Chirurg aus Harheimer Familie
- Karl-Herbert Scheer (1928–1991), Mitbegründer der Science-Fiction-Serie Perry Rhodan
- Oliver Reck (* 1965), ein ehemaliger Fußballspieler (Torwart)
- Norbert Frei (* 1955), deutscher Historiker